# Mukhtar Ali
Mukhtar Abdullahi Ali (Muqdisho, Somalia, 30 de octubre de 1997) es un futbolista saudí que juega como centrocampista y su equipo es el Al-Ettifaq Club de la Liga Profesional Saudí.

## Trayectoria

### Chelsea F. C.
Llegó al Chelsea F. C. en el año 2008, proveniente del Leyton Orient. Realizó gran parte de su formación futbolística con los Blues. Finalmente, previo a la temporada 2016-17, por petición del italiano Antonio Conte, fue promovido al plantel profesional, pero sin recibir mayores chances de juego.

### Vitesse
El 29 de enero de 2017, el cuadro inglés acordó el préstamo de Ali al Vitesse Arnhem de la Eredivisie. 
El 19 de febrero debutó durante la derrota de 0 a 1 contra el Ajax de Ámsterdam. 
El 28 de septiembre, en un juego de la Liga Europa de la UEFA, realizó su debut internacional durante la derrota de 0 a 3 contra el Niza de Francia.

## Estadísticas

### Clubes
| Club | Div.          | Temporada     | Liga(1) | Liga(1) | Copas nacionales(2) | Copas nacionales(2) | Torneos internacionales(3) | Torneos internacionales(3) | Total | Total | Media goleadora |
| Club | Div.          | Temporada     | Part.   | Goles   | Part.               | Goles               | Part.                      | Goles                      | Part. | Goles | Media goleadora |
| --- | ------------- | ------------- | ------- | ------- | ------------------- | ------------------- | -------------------------- | -------------------------- | ----- | ----- | --------------- |
| S. B. V. Vitesse · Países Bajos | 1.ª           | 2016-17       | 6       | 0       | 0                   | 0                   | —                          | —                          | 6     | 0     | 0               |
| S. B. V. Vitesse · Países Bajos | 1.ª           | 2017-18       | 5       | 0       | 0                   | 0                   | 1                          | 0                          | 6     | 0     | 0               |
| S. B. V. Vitesse · Países Bajos | 1.ª           | 2018-19       | 7       | 1       | 0                   | 0                   | 0                          | 0                          | 7     | 1     | 0.14            |
| S. B. V. Vitesse · Países Bajos | 1.ª           | 2019-20       | 0       | 0       | —                   | —                   | —                          | —                          | 0     | 0     | 0               |
| S. B. V. Vitesse · Países Bajos | Total club    | Total club    | 18      | 1       | 0                   | 0                   | 1                          | 0                          | 19    | 1     | 0.05            |
| Al-Nassr Arabia Saudita | 1.ª           | 2019-20       | 20      | 0       | 0                   | 0                   | 8                          | 1                          | 28    | 1     | 0.04            |
| Al-Nassr Arabia Saudita | 1.ª           | 2020-21       | 5       | 0       | 1                   | 0                   | 2                          | 0                          | 8     | 0     | 0               |
| Al-Nassr Arabia Saudita | 1.ª           | 2021-22       | 0       | 0       | 0                   | 0                   | 1                          | 0                          | 1     | 0     | 0               |
| Al-Tai Arabia Saudita | 1.ª           | 2021-22       | 11      | 2       | ―                   | ―                   | ―                          | ―                          | 11    | 2     | 0.18            |
| Al-Tai Arabia Saudita | 1.ª           | 2022-23       | 27      | 2       | 1                   | 0                   | ―                          | ―                          | 28    | 2     | 0.07            |
| Al-Tai Arabia Saudita | Total club    | Total club    | 38      | 4       | 1                   | 0                   | 0                          | 0                          | 39    | 4     | 0.1             |
| Al-Nassr Arabia Saudita | 1.ª           | 2023-24       | 3       | 0       | ―                   | ―                   | 1                          | 0                          | 4     | 0     | 0               |
| Al-Fateh S. C. Arabia Saudita | 1.ª           | 2023-24       | 27      | 0       | 2                   | 0                   | ―                          | ―                          | 29    | 0     | 0               |
| Al-Fateh S. C. Arabia Saudita | Total club    | Total club    | 27      | 0       | 2                   | 0                   | 0                          | 0                          | 29    | 0     | 0               |
| Al-Nassr Arabia Saudita | 1.ª           | 2024-25       | 5       | 0       | 3                   | 0                   | 3                          | 0                          | 11    | 0     | 0               |
| Al-Nassr Arabia Saudita | Total club    | Total club    | 33      | 0       | 4                   | 0                   | 15                         | 1                          | 52    | 1     | 0.02            |
| Al-Ettifaq Club Arabia Saudita | 1.ª           | 2024-25       | 15      | 0       | ―                   | ―                   | ―                          | ―                          | 15    | 0     | 0               |
| Al-Ettifaq Club Arabia Saudita | Total club    | Total club    | 15      | 0       | 0                   | 0                   | 0                          | 0                          | 15    | 0     | 0               |
| Total carrera | Total carrera | Total carrera | 131     | 5       | 7                   | 0                   | 16                         | 1                          | 154   | 6     | 0.04            |
| (1)Incluye datos de la Eredivisie y Liga Profesional Saudí. (2)Incluye datos de la Copa de los Países Bajos, Copa del Rey de Campeones y Supercopa de los Países Bajos. (3)Incluye datos de la Liga Europa de la UEFA y Liga de Campeones de Élite de la AFC. |               |               |         |         |                     |                     |                            |                            |       |       |                 |

## Palmarés

### Títulos nacionales
| Título                      | Club             | País           | Año  |
| --------------------------- | ---------------- | -------------- | ---- |
| Copa de los Países Bajos    | S. B. V. Vitesse | Países Bajos   | 2017 |
| Supercopa de Arabia Saudita | Al-Nassr         | Arabia Saudita | 2019 |
| Supercopa de Arabia Saudita | Al-Nassr         | Arabia Saudita | 2020 |

### Títulos internacionales
| Título                      | Club     | País           | Año  |
| --------------------------- | -------- | -------------- | ---- |
| Campeonato de Clubes Árabes | Al-Nassr | Arabia Saudita | 2023 |